# Aar-Gothard
Aar-Gothard, maciço cristalinos externas dos alpes, na Suíça, que se estendem à oeste (Aar) e à leste (Gothard) da fonte do Reno.
A maciço do Aar constitue a parte mais oriental e a mais elevada do Oberland bernense (Finsteraarhorn, 4.274 m; Jungfrau, 4.158 m; Eiger, 3.970 m). Formando a linha de separação da bacia do Reno ao norte (Aar) e aquela do Ródano ao sul, o Aar abriga a geleira de Aletsch, a mais longa da cordilheira alpina (24 quilômetros). O Maciço do Gothard, ou Saint-Gothard, culmina à Pizzo Rotondo (3 192 m). O colo do Saint-Gothard (2 108 m) conecta o vale superior do Reuss (Andermatt) àquele do Tessino; os túneis ferroviários e rodoviarios de mesmo nome são os mais importantes pontos de passagem entre o norte da Suíça e a Italia (linha de Zurique-Milão).